# 马家湾口汉墓群
马家湾口汉墓群，位于中国青海省海晏县金滩乡海东村，为青海省市县级文物保护单位，公布日期为1988年5月19日，类型为古墓葬。
马家湾口汉墓群的历史年代为汉。